# 울트라 덴시티 옵티컬
울트라 덴시티 옵티컬(Ultra Density Optical, UDO)는 고선명 텔레비전 및 데이터의 고밀도 저장을 위해 설계된 광 디스크 형식이다. 이 형식은 소니가 광자기 디스크 형식을 대체하기 위해 도입했다.

## 개요
UDO 디스크 또는 UDO는 최대 30GB(기가바이트)의 데이터를 저장할 수 있는 133.35mm(5.25인치) ISO 카트리지 광 디스크이다. 2세대 UDO2 미디어 형식은 2007년 4월에 출시되었으며 최대 80GB의 용량을 갖는다. 광자기 디스크 형식을 기반으로 하지만 청자색 레이저와 결합된 상전이 기술을 사용한다. UDO/UDO2 디스크는 광자기 (MO) 디스크보다 훨씬 많은 데이터를 저장할 수 있다. 이는 사용되는 청자색 레이저의 파장 (405 nm)이 짧기 때문이다. MO는 650nm 파장의 적색 레이저를 사용한다. 청자색 레이저의 빔 폭은 MO용 적색 레이저보다 디스크에 기록할 때 더 짧기 때문에 청자색 레이저를 사용하면 동일한 공간에 더 많은 정보를 디지털 방식으로 저장할 수 있다.
현재 UDO2 미디어 세대는 최대 60GB를 저장한다.

### 역사
UDO 광 디스크 저장 매체는 9.1GB 광자기 디지털 저장 매체를 대체하기 위해 개발되었다. Ultra Density Optical은 2000년 11월 1일에 소니가 처음 발표했다. 이후 컴퓨터 아카이브 백업 시스템 및 솔루션 분야에서 광범위한 경험을 가진 영국 기술 회사인 플래스몬(Plasmon)이 막대한 투자를 통해 채택했다.
현재 UDO/UDO2는 개발 파트너인 플래스몬, 아사히 펜탁스 (광기계 조립 설계를 담당), 미쓰비시 화학, 버바팀 미디어 저장 브랜드의 모회사, 다양한 컴퓨터 및 IT 솔루션 회사들이 주도하고 있다. 미쓰비시 화학은 UDO 미디어의 두 번째 주요 개발 파트너이며 2008년 4분기 현재 UDO 미디어의 유일한 제조업체이다.
2008년 11월 10일, 플래스몬 채권단(실리콘 밸리 은행 주도)은 스티븐 'FX' 머피 CEO가 적자 회사를 유지할 자금을 확보하지 못함에 따라 플래스몬 LMS(회사)를 폐쇄했다. 영국에 있던 UDO 미디어 공장은 문을 닫고 해체되었다.
2009년 1월 13일, 광학 기술 및 서비스 제공 업체인 콜로라도 스프링스의 Alliance Storage Technologies는 청산 매각을 통해 플래스몬 자산(UDO 및 UDO2 기술 포함)을 인수했다. ASTI는 현재 플래스몬 브랜드로 판매되는 UDO 기술을 판매하고 지원한다.

## 사양
ECMA-380: 130 mm 기록 가능 및 쓰기 한번 읽기 여러 번 울트라 덴시티 옵티컬(UDO) 디스크 카트리지의 데이터 교환 – 용량: 카트리지당 60기가바이트 – 2세대

### 쓰기 기술
UDO는 디스크 표면의 분자 구조를 영구적으로 변경하는 상전이 기록 프로세스를 사용한다.

### 디스크 형식
UDO/UDO 미디어에는 True WORM (쓰기 한번 읽기 여러 번), R/W (기록 가능), Compliant WORM (파쇄 가능한 WORM)의 세 가지 버전이 있다.
기록 가능
UDO 기록 가능 형식은 기록된 데이터를 삭제하고 수정할 수 있는 특별히 제조된 상전이 기록 표면을 사용한다. 실제적으로 UDO 기록 가능 미디어는 표준 자기 디스크처럼 작동한다. 파일을 쓰고 지우고 다시 쓸 수 있으며 디스크 용량을 동적으로 재할당할 수 있다. 기록 가능 미디어는 광학 미디어의 안정성과 수명이 중요하지만 아카이브 레코드가 비교적 자주 또는 재량에 따라 변경되는 아카이브 애플리케이션에서 일반적으로 사용된다. 기록 가능 미디어는 데이터 삭제 또는 미디어 용량 재사용이 필요한 아카이브 환경에서 일반적으로 사용된다.
True write once
UDO True Write Once 형식은 기록 가능 미디어와 다른 상전이 기록 표면을 사용한다. 기록 가능 미디어와 달리 write once 기록 표면은 지우거나 변경할 수 없어 데이터 무결성 측면에서 Write Once가 가장 안정적이다. 물리적 기록이 진본으로 유지되기 때문이다. 이러한 수준의 데이터 무결성은 일반적인 write once 에뮬레이션을 사용하는 다른 자기 디스크 또는 테이프 기술로는 일반적으로 달성할 수 없다.
Compliant write once media
UDO Compliant Write Once 미디어는 UDO True Write Once 미디어와 동일한 작동 특성을 가지지만 한 가지 분명하고 중요한 차이가 있다. 특별히 설계된 "파쇄" 작업을 사용하면 Compliant Write Once 미디어에 기록된 개별 레코드는 보관 기간이 만료되면 파괴될 수 있다. 파쇄 기능은 애플리케이션 수준에서 제어되며 Compliant Write Once 미디어에서만 작동한다.

## 광자기 비교
아래 표는 기존 광자기 사양과 향상된 Ultra Density Optical 디스크의 차이점을 요약한 것이다.
| 디스크             | 5.25인치 UDO 기록 가능                | 5.25인치 UDO Write Once               | 5.25인치 MO 시스템 (9.1 GB)    |
| ------------------ | ------------------------------------- | ------------------------------------- | ------------------------------ |
| 디스크 직경        | 130 mm                                | 130 mm                                | 130 mm                         |
| 디스크 두께        | 2.4 mm                                | 2.4 mm                                | 2.4 mm                         |
| 카트리지 크기      | ISO 130 mm와 동일 (135 x 153 x 11 mm) | ISO 130 mm와 동일 (135 x 153 x 11 mm) | ISO 130 mm (135 x 153 x 11 mm) |
| 물리적 트랙 수     | 96,964                                | 96,964                                | 49,728                         |
| 섹터 크기          | 8 kB                                  | 8 kB                                  | 4 kB                           |
| 섹터 수            | 2,504,407                             | 2,504,407                             | 1,118,880                      |
| 데이터 영역        | 29.0-61.0 mm                          | 29.0-61.0 mm                          | 29.7-62.5 mm                   |
| 지정된 레이저 파장 | 보라색 (405 nm)                       | 보라색 (405 nm)                       | 660 nm                         |
| 대물 렌즈 (NA)     | 0.85                                  | 0.85                                  | 0.575                          |
| 기록층             | 상전이                                | 상전이                                | 광자기                         |
| 기록 형식          | 랜드 & 그루브                         | 랜드 & 그루브                         | 랜드 & 그루브                  |
| 기록면             | 양면                                  | 양면                                  | 양면                           |
| 트랙 피치          | 0.33 μm                               | 0.33 μm                               | 0.65 μm                        |
| 최소 비트 길이     | 0.13 μm                               | 0.13 μm                               | 0.3 μm                         |
| 기록 밀도          | 15.0 Gb/in²                           | 15.0 Gb/in²                           | 3.3 Gb/in²                     |
| 전송 속도          | 4-8 MB/s                              | 4-8 MB/s                              | 3-6 MB/s                       |
| 오류 정정          | LDC                                   | LDC                                   | LDC                            |
| 변조               | RLL (1,7)                             | RLL (1,7)                             | RLL (1,7)                      |

참고
1. ↑  다양한 유형의 레이저가 피트 크기에 따라 디스크를 읽을 수 있지만 쓰지는 못할 수 있습니다.

### 드라이브 메커니즘
UDO 드라이브 사양 요약
- 미디어 로드 시간 5초
- 미디어 언로드 시간 3초
- 평균 탐색 시간 35ms
- 버퍼 메모리 32MB
- 최대 지속 전송 속도 – 읽기 8 MB/s (미디어의 바깥쪽 지름에서만, 안쪽 지름은 최대 4 MB/sec)
- 최대 지속 전송 속도 – 쓰기 4 MB/s (미디어의 바깥쪽 지름에서만 검증 포함)
- MSBF – 평균 고장 간 교체 750,000 로드/언로드 주기
- MTBF – 평균 고장 간 시간 100,000 시간
- 인터페이스 Wide Ultra 2 LVD SCSI

UDO는 내부 및 외부 드라이브 형태로 모두 제공된다. 외부 드라이브는 로봇 자동 로더의 일부로도 사용할 수 있다. 현재 모든 드라이브는 중부하 사용을 위해 설계되었다.

### 레이저 및 광학
UDO 시스템은 블루레이 디스크에 사용되는 것과 유사하게 405nm 파장으로 작동하는 청자색 레이저를 사용하여 데이터를 읽고 쓴다. 기존 MO는 660nm의 빨간색 레이저를 사용한다.
청자색 레이저의 짧은 파장은 13cm 크기의 UDO 디스크에 더 많은 정보를 저장할 수 있게 한다. 레이저가 집중될 수 있는 최소 "스팟 크기"는 회절에 의해 제한되며, 빛의 파장과 빛을 집중시키는 데 사용되는 렌즈의 개구수에 따라 달라진다. 파장을 줄이고 더 높은 개구수 (MO의 0.575에 비해 0.85)를 사용함으로써 레이저 빔을 훨씬 더 꽉 조여 집중시킬 수 있다. 이것은 기존 MO보다 디스크에 더 작은 스팟을 생성하여 동일한 면적에 물리적으로 더 많은 정보를 저장할 수 있게 한다.
현재 플래스몬 UDO 드라이브의 광학 메커니즘 설계는 아사히 펜탁스와 공동 개발되었다.

## 응용 프로그램

### 아카이브 저장
현재 UDO의 예상 데이터 아카이브 수명은 약 50년이다. 저장 용량 외에도 디스크(광자기 디스크처럼)는 내구성과 장기적인 신뢰성을 위해 설계되었다.

### 보안 비디오
블루-레이 시네마(Blu-Laser Cinema)라는 회사는 2005년 6월에 영화 제작사를 위한 보안 시청 및 편집 플랫폼을 제공하기 위해 UDO 형식을 사용하는 새로운 플레이어를 출시한다고 발표했다. 고급 비디오 편집 및 제작 커뮤니티를 대상으로 하는 이 장치는 스마트 카드 리더기와 생체 지문 판독기가 내장된 USB 동글을 갖추고 있어 승인된 사용자만 액세스할 수 있도록 했다.

## 기능
UDO의 핵심 기술은 블루레이 디스크 및 PDD (모두 소니가 개발함)와 본질적으로 유사하지만, 몇 가지 주요 차이점이 있다. 주요 차이점은 다음과 같다.
데이터 인증 및 무결성
UDO는 보관된 정보가 100% 변경되지 않아야 하는 애플리케이션(예: 은행 및 법률 기관)에 대한 절대적인 데이터 인증을 제공한다. UDO는 진정한 write once 미디어의 분자 구조를 영구적으로 변경하는 상전이 기록 프로세스를 사용하여 가장 근본적인 수준에서 데이터가 무결함을 보장한다.
장기 데이터 보존
장기 아카이브 저장. UDO는 테스트를 거친 안정적인 기록 표면, 보호 코팅 및 카트리지에 담겨 있다는 디자인으로 최소 50년의 저장 수명을 가질 것으로 예상되어 많은 양의 중요 데이터를 저장해야 하는 기업의 데이터 이관 및 관리 빈도를 최소화한다. UDO 디스크 디자인은 견고한 디자인이며 미디어 오염 가능성을 줄인다.
고용량 및 확장성
파란색 레이저 기술은 30GB UDO에 이전 세대 MO(광자기) 및 DVD 기술보다 세 배 이상의 용량을 제공한다. 이동식인 UDO 카트리지는 광학 저장 라이브러리에 일반적으로 있는 오프라인 미디어 관리 기능과 결합되어 UDO를 훨씬 더 확장 가능한 형식으로 만든다. 거의 사용되지 않는 데이터는 라이브러리에서 제거하여 용량을 확보하면서도 관리 및 접근 가능하게 유지할 수 있다.
빠른 정보 액세스
UDO는 빠른 35밀리초의 무작위 액세스 기능을 갖는다. 8KB 섹터 크기는 다양한 파일 크기에 걸쳐 읽기/쓰기 성능을 향상시킨다. UDO는 CAV(Constant Angular Velocity)에서 작동하므로 약간 더 빠르다. 읽기 및 쓰기 동안 디스크가 매우 빠른 속도로 계속 회전한다. 기록 가능 애플리케이션에서 UDO는 고유한 직접 덮어쓰기 기능을 갖추고 있어 전용 지우기 패스가 필요 없어 다시 쓰기 속도를 두 배로 높인다.
낮은 총소유 비용
UDO 미디어 비용은 MO 또는 DVD 솔루션과 비교하여 유리하며 더 높은 용량을 갖는다. UDO의 ISO 표준 5.25-인치 (133 mm) 미디어 카트리지는 연결 소프트웨어 및 제어 애플리케이션에서 지원하는 경우 동일한 라이브러리에서 MO 및 UDO 미디어를 사용할 수 있게 한다. 가장 인기 있는 라이브러리 관리 및 연결 소프트웨어 중 하나인 EMC Legato DiskXtender는 이 작동 모드를 지원하지 않는다.